# Hermes González
 (septembre 2014).
Si vous disposez d'ouvrages ou d'articles de référence ou si vous connaissez des sites web de qualité traitant du thème abordé ici, merci de compléter l'article en donnant les références utiles à sa vérifiabilité et en les liant à la section « Notes et références ».
Hermes Celestino González Flores, né le 6 avril 1935 à Asuncion (Paraguay), est un footballeur paraguayen qui jouait au poste d'ailier.

## Biographie
En 1957, il est recruté par le FC Barcelone.
En 1959, il signe avec le Real Oviedo. Il met un terme à sa carrière en 1962.

### Équipe nationale
Avec l'équipe du Paraguay, il participe au Championnat sud-américain de 1955.
Il joue en tout quinze fois avec le Paraguay.